# Antonio Meocci
Antonio Meocci (Grosseto, 12 marzo 1912 – Grosseto, 17 ottobre 1988) è stato un giornalista, scrittore e partigiano italiano.

## Biografia
Antonio Meocci nacque a Grosseto nel 1912 da Raffaello ed Enrichetta Ciacci. Diplomatosi al liceo classico Carducci-Ricasoli del capoluogo maremmano, ottenne la laurea in lettere e filosofia all'Università di Pisa. Nel 1938 fondò a Grosseto la rivista letteraria Ansedonia, della quale fu il primo direttore, con l'amico d'infanzia Geno Pampaloni in qualità di suo vice: la rivista non ottenne tuttavia il successo sperato e nel 1940 la sede fu trasferita a Roma, dove prese il nome di Lettere d'oggi. Il 20 maggio 1943 convolò a nozze con Caterina Sellari Franceschini e nello stesso anno entrò nel Comitato di Liberazione Nazionale di Grosseto, diventandone presidente dal giugno al novembre 1944. Impegnatosi attivamente nella Resistenza, stampò a Magliano in Toscana, presso la tenuta di Campospillo di Tullio Mazzoncini, un giornale clandestino da distribuirsi tra i partigiani, insieme agli amici Giuseppe Scopetani e Albo Bellucci. Scoperti dai tedeschi, Meocci riuscì a fuggire salvandosi la vita, mentre Mazzoncini, Bellucci e Scopetani furono deportati a Mauthausen, dove questi ultimi due trovarono la morte.
Nel dopoguerra riprese la sua attività di giornalista: nel 1945 si trasferirà per otto mesi a Napoli per dirigere il giornale La voce, mentre il settembre dello stesso anno ritornerà a Grosseto per fondare L'eco della Maremma, rivista a cadenza settimanale che interromperà nel maggio 1946 con la chiamata a Roma come caporedattore de l'Unità. Meocci collaborò con l'Unità per dieci anni, successivamente passò alla redazione di Il Paese e poi anche di Paese Sera. Nel 1956 dette alle stampe un'antologia dal titolo Maremma con l'editore Vallecchi (in quel periodo Olimpia) di Firenze, ristampata nel 1969 con l'aggiunta di repertorio fotografico dell'alluvione che colpì Grosseto del 1966. Il suo primo romanzo uscì nel 1969, Maramad, contenente anche il racconto lungo Norma, con prefazione di Geno Pampaloni; seguirono poi Quasi lunare (1971), raccolta di poesie che ricevette una candidatura al premio Viareggio, e L'uomo tre occhi (1982), che vinse il primo premio nazionale Fortezza.
Nella sua carriera di giornalista collaborò inoltre con numerosi giornali quali Il Telegrafo, Vie nuove, Rinascita, Corriere del Ticino e La Fiera Letteraria, oltre che con il TG2 tra gli anni settanta e gli anni ottanta.
Rientrato nella sua città natale, vi morì il 17 ottobre 1988.

## Opere
- Mia terra: 1936-1943, Roma, De Luca, 1943.
- Maremma, Firenze, Olimpia (Vallecchi), 1956.
  - Maremma. Nuova edizione aggiornata ed ampliata, Firenze, Olimpia (Vallecchi), 1969.
- Maramad, Roma, Barulli, 1969; prefazione di Geno Pampaloni.
- Quasi lunare, Roma, Barulli, 1971.
- L'uomo tre occhi, Livorno, Nuova Fortezza, 1982; prefazione di Geno Pampaloni.